# Alevtina Ivanova
Alevtina Michailovna Ivanova (Russisch: Алевтина Михайловна Иванова) (Josjkar-Ola, 22 mei 1975) is een Russische langeafstandsloopster, die zich in de marathon heeft gespecialiseerd. Ze werd Russische kampioene op deze discipline.

## Loopbaan
Iwanowa won in 2002 de marathon van Praag en in 2007 de marathon van Nagano in een persoonlijk record van 2:27.49. Op de marathon van Honolulu in 2003 behaalde ze een tweede plaats en werd tweemaal derde (2002 en 2005) en eenmaal vierde (2004).

## Titels
- Russisch kampioene veldlopen (korte afstand) - 2005
- Russisch kampioene halve marathon - 2010

## Persoonlijke records
| Onderdeel      | Prestatie | Datum            | Plaats         |
| -------------- | --------- | ---------------- | -------------- |
| 10.000 m       | 32.10,57  | 11 juli 2012     | Moskou         |
| 10 km          | 31.26     | 5 augustus 2006  | Cape Elizabeth |
| 15 km          | 49.38     | 10 juli 2011     | Utica          |
| 20 km          | 1:07.23   | 12 maart 2006    | Nagoya         |
| halve marathon | 1:10.43   | 4 september 2010 | Tsjeboksary    |
| 25 km          | 1:24.17   | 12 maart 2006    | Nagoya         |
| 30 km          | 1:45.15   | 15 april 2007    | Nagano         |
| marathon       | 2:26.38   | 20 april 2008    | Nagano         |

## Palmares

### 10.000 m
- 2002: 6e Russische kamp. - 32.26,21
- 2003: 10e Russische kamp. - 33.03,90
- 2005: 13e Russische kamp. - 32.59,54
- 2012: 6e Russische kamp. - 32.10,57

### 10 km
- 2004:  Peoples Beach to Beacon in Cape Elizabeth - 31.55,5
- 2005: 5e Crescent City Classic in New Orleans - 32.36
- 2005:  TD Banknorth Beach to Beacon in Cape Elizabeth - 31.57,0
- 2006:  TD Banknorth Beach to Beacon in Cape Elizabeth - 31.25,7
- 2006:  US Classic in Atlanta - 34.19
- 2012:  Asics Road Race in Zhukovskiy - 32.31

### 15 km
- 2007:  Women's European Clubs Cup in Moskou - 48.22
- 2011:  Utica Boilermaker - 49.38

### 10 Eng. mijl
- 2003:  Park Forest Scenic - 53.18,0
- 2005:  Credit Union Cherry Blossom - 53.17
- 2005:  Crim - 53.34
- 2006:  Credit Union Cherry Blossom - 52.39
- 2006:  Crim - 53.06
- 2013:  Austin 10/20 - 55.39

### halve marathon
- 2002: 4e halve marathon van Moskou - 1:13.54
- 2003:  halve marathon van Parkersburg - 1:13.44
- 2004:  halve marathon van San Diego - 1:15.01
- 2004:  halve marathon van Parkersburg - 1:12.24
- 2005:  halve marathon van Parkersburg - 1:15.35
- 2006:  halve marathon van Parkersburg - 1:14.10
- 2010:  Russische kamp. in Cheboksary - 1:10.43

### 25 km
- 2004:  Fifth Third River Bank in Grand Rapids - 1:26.39

### marathon
- 2002: DNF EK in München
- 2002:  marathon van Praag - 2:32.24
- 2002: 5e marathon van Amsterdam - 2:30.26,0
- 2002:  marathon van Honolulu - 2:31.12
- 2003:  marathon van Nagano - 2:29.05
- 2003: 4e marathon van Dublin - 2:34.11
- 2003:  marathon van Honolulu - 2:33.49
- 2004: 4e marathon van Nagano - 2:33.09
- 2004: 4e marathon van Honolulu - 2:35.48
- 2005:  marathon van Honolulu - 2:38.17
- 2007:  marathon van Nagano - 2:27.49
- 2007: 11e Chicago Marathon - 2:48.57
- 2008:  marathon van Nagano - 2:26.39
- 2009:  marathon van Las Vegas - 2:30.05
- 2010:  marathon van Praag - 2:27.36
- 2010: 6e  Toronto Waterfront Marathon - 2:27.07,8
- 2011: 6e marathon van Yokohama - 2:29.00
- 2011:  marathon van Sint-Petersburg - 2:38.16
- 2011: 13e marathon van Yokohama - 2:36.51
- 2012:  marathon van San Diego - 2:27.44
- 2012:  marathon van Sint-Petersburg - 2:37.32
- 2012: 5e marathon van Singapore - 2:38.48
- 2013:  marathon van Gold Coast - 2:32.01

### veldlopen
- 2005: 10e WK in Saint Galmier (korte afstand) - 13.42
- 2006: 16e EK in San Giorgio su Legnano - 26.04